# آدینه مسجد بالا
آدینه مسجد بالا یک منطقهٔ مسکونی در ایران است که در Zalian Rural District واقع شده‌است. براساس سرشماری مرکز آمار ایران در سال ۱۳۹۵، متاسفانه اکثر جمعیت این روستا به علت کرونا فوت کرده اند و در حال حاضر آدینه مسجد بالا ۳ نفر جمعیت دارد و این روستا از قدیم تحت کنترل و نفوذ آدینه مسجد پایین قرار دارد. 